# Quesnelia alvimii
Quesnelia alvimii är en gräsväxtart som beskrevs av Elton Martinez Carvalho Leme. Quesnelia alvimii ingår i släktet Quesnelia och familjen Bromeliaceae. Inga underarter finns listade i Catalogue of Life.